# Тимчасові позначення в астрономії
Тимчасові позначення в астрономії — це схема позначень, що застосовується для астрономічних об'єктів одразу ж після їхнього виявлення. Після визначення достовірної орбіти відповідного тіла йому надають постійне позначення. Чимало малих планет, які спостерігалися, не отримали постійних позначень, оскільки їх орбіта не була визначена — для їх ідентифікації застосовують лише тимчасові позначення.

## Малі планети
Поточна система тимчасових назв для малих планет (астероїдів, кентаврів та транснептунових об'єктів) перебуває у використанні з 1925 року, і є наступницею декількох попередніх схем найменування, кожна з яких зі зростанням кількості відкриттів малих планет виявлялася непрактичною.
Першим елементом у тимчасовому позначенні малої планети є рік відкриття, після чого йдуть дві літери, а також, іноді, номер.
Перша літера позначає половину місяця, у якій було зроблене відкриття об'єкта вказаного року — «A» позначає відкриття в першій половині січня, «D» позначає другу половину лютого, «J» — першу половину травня («I» не використовують), і так далі, аж до літери «Y», яка позначає другу половину грудня. Перша половина — це завжди числа місяця від 1 до 15-го, незалежно від того, скільки днів залишається у другій «половині».
Друга літера та номер, позначають порядок відкриття в межах цієї половини місяця. Восьма мала планета, відкрита у другій половині березня 1950 року, наприклад, отримала б тимчасове позначення 1950 FH. Але оскільки сучасні методи досліджень дають змогу відкривати набагато більше ніж 25 об'єктів (знову ж таки, «I» не використовують) протягом однієї половини місяця, до тимчасової назви додають номер у вигляді індексу, яким позначають поточний цикл літер (скільки разів ці літери здійснили повне коло). Так, 28-а мала планета, відкрита в другій половині березня 1950 року отримала б позначення 1950 FC1. З технічних причин, таких як типографічні обмеження чи кодування символів, числа іноді «вирівнюють» у рядку, тобто позначення записують як 1950 FC1. Перше застосування індексу відбулося при найменуванні об'єкта 1926 GA1.
Особливістю цієї системи є те, що друга літера розташовується перед номером, незважаючи на те, що вона вважається «менш значущою» порівняно з номером. Це контрастує з більшістю світових систем нумерації. Однак така ідіосинкразія не прослідковується в онлайн- та електронних документах, де номер зазвичай пишеться перед кінцевою літерою у так званій «ущільненій», або «упакованій» формі. Наприклад, в електронній документації, що стосується малих планет, назва 1926 GA1 зазвичай записується як 1926G01A.
| Перша літера | Перша літера | Перша літера | Перша літера | Перша літера | Перша літера | Перша літера | Перша літера | Перша літера | Перша літера | Перша літера | Перша літера | Перша літера | Перша літера | Перша літера | Перша літера | Перша літера | Перша літера | Перша літера | Перша літера | Перша літера | Перша літера | Перша літера | Перша літера | Перша літера |
| A            | B            | C            | D            | E            | F            | G            | H            | J            | K            | L            | M            | N            | O            | P            | Q            | R            | S            | T            | U            | V            | W            | X            | Y            | -            |
| ------------ | ------------ | ------------ | ------------ | ------------ | ------------ | ------------ | ------------ | ------------ | ------------ | ------------ | ------------ | ------------ | ------------ | ------------ | ------------ | ------------ | ------------ | ------------ | ------------ | ------------ | ------------ | ------------ | ------------ | ------------ |
| Січ 1        | Січ 16       | Лют 1        | Лют 16       | Бер 1        | Бер 16       | Кві 1        | Кві 16       | Тра 1        | Тра 16       | Чер 1        | Чер 16       | Лип 1        | Лип 16       | Сер 1        | Сер 16       | Вер 1        | Вер 16       | Жов 1        | Жов 16       | Лис 1        | Лис 16       | Гру 1        | Гру 16       | -            |
| Друга літера |              |              |              |              |              |              |              |              |              |              |              |              |              |              |              |              |              |              |              |              |              |              |              |              |
| A            | B            | C            | D            | E            | F            | G            | H            | J            | K            | L            | M            | N            | O            | P            | Q            | R            | S            | T            | U            | V            | W            | X            | Y            | Z            |
| 1            | 2            | 3            | 4            | 5            | 6            | 7            | 8            | 9            | 10           | 11           | 12           | 13           | 14           | 15           | 16           | 17           | 18           | 19           | 20           | 21           | 22           | 23           | 24           | 25           |

| Індекс    | Індекс | Індекс | Індекс | Індекс | Індекс | Індекс | Індекс | Індекс | Індекс | Індекс | Індекс | Індекс | Індекс | Індекс |
| відсутній | 1      | 2      | 3      | 4      | 5      | 6      | 7      | 8      | 9      | 10     | 11     | 12     | …      | n      |
| --------- | ------ | ------ | ------ | ------ | ------ | ------ | ------ | ------ | ------ | ------ | ------ | ------ | ------ | ------ |
| 0         | 25     | 50     | 75     | 100    | 125    | 150    | 175    | 200    | 225    | 250    | 275    | 300    |        | 25 * n |

### Інші приклади
Перше відкриття малої планети 1 січня 2014 року отримало б тимчасову назву 2014 AA. Далі найменування повинно продовжитись до 2014 AZ, після чого йде 2014 AA1. Наступне відкриття отримало б тимчасову назву 2014 AB1, потім 2014 AC1, і т. д.. Згодом можна дістатись до позначення на кшталт 2014 AA276. Після завершення даної половини місяця наступне відкриття небесного тіла отримало б тимчасову назву 2014 BA.
Великий транснептуновий об'єкт 90377 Седна отримав тимчасову назву 2003 VB12, яка означала, що він був відкритий у першій половині листопада 2003 року, і що він був 302-м об'єктом (B → 2 + 12 × 25 = 302), відкритим протягом тієї половини місяця. 28978 Іксіон, початково знаний як 2001 KX76, був відкритий у другій половині травня 2001 р., і став (X → 23 + 76 × 25 = 1923) 1 923-м об'єктом, відкритим протягом тієї половини місяця.
Як було сказано раніше, число не завжди записують як індекс. Наприклад, тимчасова назва космічного тіла 7934 Сінатра може бути записана або як «1989 SG1», або як «1989 SG1» (тобто, 1989 — це рік відкриття, «S» — це вісімнадцята половина місяця цього року, а «G1» або «G1» означає, що це було тридцять друге за порядком спостереження, зроблене протягом цієї половини місяця).
Станом на 20 березня 2012 року, найбільш навантаженою половиною місяця була друга половина жовтня 2005 року. Протягом тих 16 днів було надано 13 276 тимчасових позначень, останнім із яких стало тимчасове позначення 2005 UA531 (позначення надано «заднім числом», астероїд також знаний як 2010 CC172); тимчасовим позначенням із найбільшим порядковим номером є 2005 UX530. Кількість тимчасових позначень може дещо збільшуватися пізніше, із подальшим аналізом спостережень (або фотографій), зроблених відповідного місяця.

### Позначення оглядів неба
Малі планети, відкриті протягом чотирьох особливих минулих оглядів неба, отримали тимчасові назви, що складаються з номера (порядкового номера огляду неба) та одного з ідентифікаторів через пробіл:
- P-L — Паломарсько-лейденський огляд (1960)
- T-1 — Перший Троянський огляд (1971)
- T-2 — Другий Троянський огляд (1973)
- T-3 — Третій Троянський огляд (1977)

Наприклад, 2040-ва мала планета з Паломарсько-лейденського огляду неба має тимчасову назву 2040 P-L. Більшість таких тіл відтоді отримали відповідні постійні номери.

### Історичні позначення
Перші чотири малі планети були відкриті на початку XIX століття, після чого у відкриттях була тривала перерва, перш ніж зробили п'яте відкриття. Початково астрономи не мали підстав вважати, що можна буде виявити тисячі малих планет, і дотримувалися традиції приписування кожному новому відкриттю окремого символу. Наприклад, 1 Церера отримала символ стилізованого серпа (⚳), 2 Паллада — ромб із перехрещеною ручкою (⚴), 3 Юнона — дзеркало Венери, короноване зіркою (, пізніше перетворилося на зірку із перехрещеною ручкою, ⚵), 4 Веста — символ вівтаря священного вогню ().
Однак, невдовзі стало очевидно, що продовження присвоювання символів є непрактичним, і це становило певну перешкоду тоді, коли кількість виявлених малих планет стала налічувати вже десятки. Йоганн Франц Енке представив нову систему у журналі Berliner Astronomisches Jahrbuch (BAJ), опубліковану в 1851 році, і розраховану на 1854 рік. У цій системі замість символів він використовував номери, взяті в дужки. Система Енке увійшла в дію з найменування Астреї, яка отримала номер (1), і продовжувалася, аж до (11) Евномія, тоді як Церера, Паллада, Юнона та Веста залишили за собою символьні позначення. Проте  вже наступного року випуск журналу BAJ опублікував інші позначення, де Астрея мала номер (5).
Нова система здобула популярність серед астрономів, і відтоді остаточним, постійним позначенням малої планети є порядковий номер її відкриття, після якого йде її назва. Проте, навіть після прийняття цієї системи, ще декілька малих планет отримали символи як позначення, зокрема — 28 Беллона (батіг та спис бойової сестри Марса), 35 Левкотея (символ у формі стародавнього маяка), та 37 Фідес (латинський хрест ). Згідно зі Словником англійської мови Вебстера, символи отримали ще чотири планети: 16 Психея, 17 Фетіда, 26 Прозерпіна, та 29 Амфітріта. Однак не існує свідчень про те, що ці символи коли-небудь використовували деінде окрім початкової публікації в Astronomische Nachrichten.

### Генезис поточної системи
Протягом останньої половини дев'ятнадцятого століття використовували декілька різних систем індексних та символьних позначень, проте сучасна форма вперше з'явилася в журналі Astronomische Nachrichten (AN) 1892 року. Нові номери об'єктам журнал призначав одразу на основі моменту оголошення відкриття, а постійні позначення призначалися вже тоді, коли вчені вираховували орбіту нового об'єкта.
Спершу тимчасове позначення складалося із запису року відкриття, після чого йшла літера, що позначала порядковий номер відкриття, але при цьому пропускали літеру I (історично склалося так, що замість цієї літери іноді пропускали літеру J). За цією схемою, 333 Баденія спершу записували як 1892 A, 163 Ерігона записували як 1892 B, і т. д. 1893 року. Однак, збільшення кількості відкриттів змусило науковців переглянути дійсну на той час систему, внаслідок чого вони вирішили використовувати дві літери замість однієї: AA, AB…AZ, BA і т. д. Ведення підрахунку з використанням двох літер не розпочиналося заново з настанням нового року, а продовжувалося, так, що позначення 1894 AQ йшло після 1893 AP, і т. д.. 1916 року ці літери досягли завершення у формі ZZ і, замість того, щоб розпочати серію із трьох літер, науковці вирішили перезапустити серію із двох літер, розпочавши з 1916 AA.
З тієї причини, що між виконанням знімків на фотографічних пластинах під час здійснення астрономічного огляду, та пізнішим виявленням невеликих об'єктів Сонячної системи на цих знімках (ознайомтеся з історією відкриття супутника Феба) могло пройти досить багато часу, так само як багато часу могло пройти й між дійсним відкриттям та моментом отримання відповідною установою повідомлення про нього (скажімо, від дуже віддаленої обсерваторії), стало необхідним долучати ці відкриття до загального порядку відкриттів уже заднім числом. Таким чином, відкриття досі датують на основі того, коли були виконані знімки, а не того, коли люди усвідомлювали, що дивляться на щось нове — на невиявлений досі об'єкт. У системі з двома літерами цього досягнути було неможливо в принципі, оскільки позначення надавалися об'єктам у порядку їхнього відкриття кожного відповідного року, при чому кінець чи початок року ніяким чином не впливав на порядковість дволітерних позначень. Схема, яку використовували для уникнення цієї проблеми, була доволі незручною: у ній використовували позначення, що складалися з року та малої літери, яку використовували таким же чином, як і у випадку тимчасових назв для комет. Наприклад, 1915 a (зверніть увагу на пробіл між роком та літерою, який був використаний для того, аби відрізнити це позначення від старої схеми тимчасових назв комет, у цьому випадку — 1915a — перша комета Джона Меліша, відкрита 1915 року), 1917 b. 1914 року, на додачу до цього позначення, використовували також інші тимчасові назви, у формі року та грецької літери.

## Комети
Система, яку використовували для найменування комет до 1995 року була досить-таки складною. Початково, в назвах використовували рік, після нього ставили пробіл, і тоді — число римськими цифрами (позначало порядковий номер відкриття), у більшості випадків, однак труднощі виникали тоді, коли відкриття об'єкта треба було розмістити десь між попередніми відкриттями. Наприклад, після того, як повідомили про виявлення комет 1881 III та 1881 IV, об'єкт, відкритий в час поміж цими двома відкриттями, оголошення про виявлення якого могло значно запізнитися, не міг отримати позначення на кшталт «Comet 1881 III½». Найчастіше комети були відомі за іменем їхнього відкривача, та роком, коли було здійснене відкриття. Альтернативна система позначень також розташовувала комети за порядком часу перигелійного проходження, при чому використовували малі літери; таким чином, «Комета Фая» (сучасне позначення — 4P/Faye) мала два позначення — Комета 1881 I (перша комета, відкрита 1881 року) та Комета 1880c (третя комета, що проминула перигелій у 1880 році — зверніть увагу, що ця комета була відкрита вже тоді, коли вона стала віддалятися від Землі).
Система найменування, яку використовують з 1995 року, схожа на схему тимчасових назв, яку використовують для малих планет. Тимчасові назви комет складаються із року відкриття, пробілу, однієї літери (на відміну від малих планет, при найменуванні яких використовують дві літери), що позначає половину місяця, у якій відбулося відкриття того року (A=перша половина січня, B=друга половина січня, і т. д.; літера I пропускається (аби уникнути плутанини з числом 1 чи I), а літера Z виходить просто зайвою), та, врешті, номера (на відміну від тимчасових назв малих планет, не записується у формі індексу), що позначає порядок відкриття. Таким чином, восьма комета, відкрита в другій половині березня 2006 року, отримала б тимчасову назву 2006 F8, тоді як десята комета, відкрита наприкінці березня, отримала б назву 2006 F10.
Якщо комета розламується на шматки, ці уламки отримують однакові назви із додатковою префіксною літерою A, B, C, …, Z, a, b, c…, z. Вважають, що відслідковування 52 і більше фрагментів є вкрай малоймовірним.
Якщо об'єкт початково визначається як астероїдоподібний, однак пізніше розвиває хвіст, типовий для комет, він зберігає своє астероїдне позначення. наприклад, мала планета 1954 PC перетворилася на Комету Фая, а тому одним із позначень цієї комети є «4P/1954 PC». Так само й мала планета 1999 RE70 була перекласифікована як комета, і, оскільки її відкрив проєкт LINEAR, зараз вона відома під назвами 176P/LINEAR (LINEAR 52), а також (118401) LINEAR.
Тимчасові назви комет подаються у стисненій, або «упакованій» формі — у той же спосіб, що й назви малих планет. Так, 2006 F8, якщо це періодична комета, була б записана у базі даних малих планет МАС як PK06F080. У кінці назви обов'язково додають нуль, оскільки це дозволяє розрізняти ймовірні схожі тимчасові назви комет та малих планет.

### Періодичні комети
Комети отримують один із чотирьох можливих префіксів, які становлять грубу класифікацію. Префікс «P» (як, наприклад, у назві P/1997 C1, також відомій як комета Ґерельса 4) позначає «періодичну комету» — ту, орбітальний період якої становить менш ніж 200 років, або проліт якої спостерігали протягом двох і більше перигелійних проходжень (наприклад, 153P/Ikeya-Zhang, період якої становить 367 років). Вони отримують постійний числовий префікс після другого спостереженого проходження перигелію (див. Список короткоперіодичних комет).

### Неперіодичні комети
Комети, що не задовольняють вимог до «періодичних» комет, отримують префікс «C» (наприклад, C/2006 P1 — Велика комета 2007 року), однак треба зауважити, що префікс «неперіодичних комет» може змінитися на «P», якщо вони згодом задовольнять вимоги. Втрачені комети, або ті, що зруйнувалися, отримують префікс «D» (напр., D/1993 F2, Комета Шумейкерів-Леві 9). І врешті, комети, відомі з історичних записів, орбіти яких неможливо визначити з точністю, отримують префікс «X», як, наприклад, X/1106 C1. (Див. також Список довгоперіодичних комет та Список гіперболічних комет.)

## Супутники та кільця планет
Коли вперше відкривають супутники чи кільця, їм дають тимчасові назви, такі як «S/2000 J 11» (11-й новий супутник Юпітера, відкритий 2000 року), «S/2005 P 1» (перший новий супутник Плутона, відкритий 2005 р.), або «R/2004 S 2» (друге нове кільце Сатурна, відкрите 2004 р.). Початкова літера «S/» або «R/» відповідає за «супутник» (англ. satellite) або «кільце» (англ. ring), відповідно, що дозволяє відрізнити ці позначення від назв із префіксами «C/», «D/», «P/», та «X/», що використовують при найменуванні комет. Ці позначення іноді записуються як «S/2005 P1» (другий пробіл опускається).
Префіксом «S/» позначають природний супутник, а після цього префіксу йде рік (використовують рік, коли був виконаний знімок, на основі якого зробили відкриття, а не рік самого відкриття). Однолітерний код, записаний великою літерою, позначає планету, зокрема, J та S позначають Юпітер та Сатурн, відповідно (див. список однолітерних скорочень), а номер, що йде за цією літерою, означає порядок спостереження. Наприклад, Наяда, крайній внутрішній супутник Нептуна, спершу отримав назву «S/1989 N 6». Пізніше, щойно його існування та орбіта підтвердилися, він отримав свою повну постійну назву — «Нептун III Наяда».
Римська система нумерації виникла з першим же відкриттям природних супутників, не рахуючи супутника Землі — Місяця: Галілео позначав Галілеєві супутники римськими цифрами від I до IV (рахуючи від найближчого до Юпітера й до найдальшого), зокрема для того, щоб позлити свого суперника Симона Маріуса, котрий запропонував саме ті назви, які використовують зараз. Подібні схеми нумерації природним чином стали використовувати і з відкриттям супутників навколо Сатурна та Марса. Хоча ці номери спершу відповідали супутникам відповідно до порядку їхнього розташування на орбіті, наступні відкриття не змогли дотримуватися цієї системи (напр., «Юпітер V» — це Амальтея, яка перебуває на орбіті, ближчій до Юпітера, аніж Іо). Тож неписаним правилом стало те, що, з наближенням XIX століття, номери більш-менш мали відображати порядковість відкриття, не рахуючи давніх історичних винятків (див. Хронологія відкриття планет Сонячної системи та їхніх природних супутників). Ця ж система поширилась і на природні супутники малих планет, такі як «(87) Сільвія I Ромул».

## Супутники малих планет
Система тимчасових назв для супутників малих планет, таких як супутники астероїдів, відповідає тій, яку використовують для супутників великих планет. У випадку малих планет, замість літерного коду планети прийнято використовувати номер малої планети у дужках. Так, перший виявлений супутник астероїда 87 Сільвія, відкритий 2001 року, спершу отримав тимчасову назву S/2001 (87) 1, і згодом йому було надано повну постійну назву (87) Сільвія I Ромул. Там, де було відкрито два і більше супутників, римськими числами позначають порядок відкриття, тож другий супутник астероїда 87 Сільвія, отримав назву (87) Сільвія II Рем.